# Săcel, Maramureș
Săcel là một xã thuộc hạt Maramureș, România. Dân số thời điểm năm 2002 là 3788 người.